# Humphrey di Bohun, VII conte di Hereford

Stemma Bohun

Humphrey di Bohum (1342 – 16 gennaio 1373) fu settimo conte di Hereford, sesto conte di Essex, secondo conte di Northampton e fu un personaggi di rilievo durante il regno di Edoardo III d'Inghilterra.

## Biografia
Era il figlio di William di Bohun, I conte di Northampton e Elizabeth de Badlesmere. Fu quindi nipote di Humphrey de Bohun, IV conte di Hereford e di Elisabetta di Rhuddlan, figlia del re Edoardo I d'Inghilterra.
Suo zio Humphrey di Bohun, VI conte di Hereford morì senza figli e lo designò come erede.

## Discendenza
Sposò Joan FitzAlan, figlia di Richard FitzAlan, X conte di Arundel e di Eleonor di Lancaster nel 1359. Ebbe tre figlie:
- Maria di Bohun, che fu moglie e madre di re in quanto sposò Henry Bolingbroke futuro Enrico IV d'Inghilterra da cui ebbe Enrico;
- Eleonor di Bohun (1366 – 3 ottobre 1399), che sposò Tommaso Plantageneto, I duca di Gloucester,
- Elizabeth di Bohun, morta giovane.

Alla morte di Humphrey le sue grandi proprietà vennero divise tra le due figlie superstiti ed andarono ai loro mariti.